# جوزيف مسعد
جوزيف مَسعد (بالإنجليزية: Joseph Massad)‏ ولد مسعد في الأردن عام 1963 وهو من أصول فلسطينية مسيحية. هو أستاذ سياسة العرب الحديثة وتاريخ الأفكار في جامعة كولومبيا. ركزت كتابته النظرية على القومية الفلسطينية والأردنية والإسرائيلية. من أشهر كتبه اشتهاء العرب (الرغبة العربية)، وهو كتاب يحكي عن تاريخ الشهوة الجنسية في العالم العربي. ومن بين كتبه الأخرى: آثار الاستعمار: خلق الهوية الوطنية في الأردن، والإصرار على المسألة الفلسطينية.
ولد مسعد في الأردن عام 1963 وهو من أصول فلسطينية مسيحية. حصل على درجة الدكتوراه في العلوم السياسية من كولومبيا عام 1998. اشتهر بكتابه الرغبة العربية (بالإنجليزية: Desiring Arabs)‏، والذي يتحدث عن تمثيلات الرغبة الجنسية في العالم العربي.

## سيرة شخصية
في عام 1998 حصل مسعد على الدكتوراه في العلوم السياسية من جامعة كولومبيا وفي خريف 1999 بدأ التدريس في الجامعة. هناك، أثارت وجهات نظره حول الصراع الإسرائيلي الفلسطيني والمواضيع المحيطة به جدلاً. في عام 2009، حصل على منصب في الجامعة. وقد نددت بالجائزة LionPAC، وهي مجموعة مناصرة لإسرائيل في كولومبيا.

## وجهة نظره عن معاداة السامية
بناءً على حجج إدوارد سعيد في كتابه الاستشراق، أكد مسعد أن الصور النمطية الأروبية عن اليهود في القرن التاسع عشر قد تحولت إلى صور نمطية عن العرب في هذا القرن، فاحتفظت صور النمطية بنفس العنصرية. أسس مسعد هذه الفكرة عن مفهوم أن المعاداة للسامية هي نظرة تاريخية من أوروبا وليست مقصورة على الكراهية ضد اليهود فقط إذ أنها تتمثل في الوقت الراهن بأشكال من العنصرية ضد العرب والمسلمين.

## وجهة نظره عن إسرائيل والصهيونية
وصف مسعد إسرائيل كوطن يهودي عنصري. من وجهة نظر مسعد، الصهيونية هي ليست عنصرية فقط، ولكنها أيضاً معادية للسامية، ضد الفلسطينيين وإسرائيليين. كتب مسعد أنه بعد ما خلق الأوروبيون المفهوم العنصري للسامية، أخذت الحركة الصهيونية كل المفهوم العنصري عن معاداة السامية، وقد وصف مسعد الصهيونية كمشروع لمعاداة السامية لتدمير الثقافة واللغات اليهودية ودفع اليهود نحو الشتات، وقد أدت هذه الظاهرة إلى تحول اليهود إلى مكافحة السامية، وقد عانى الفلسطينيون من نفس المعاناة والاضطهاد الذين عاشهما اليهود.
ولد مسعد في الأردن عام 1963 وهو من أصول فلسطينية مسيحية. حصل على درجة الدكتوراه في العلوم السياسية من كولومبيا عام 1998. اشتهر بكتابه الرغبة العربية، والذي يتحدث عن تمثيلات الرغبة الجنسية في العالم العربي.

## سيرة شخصية
في عام 1998 حصل مسعد على الدكتوراه في العلوم السياسية من جامعة كولومبيا وفي خريف 1999 بدأ التدريس في الجامعة. هناك، أثارت وجهات نظره حول الصراع الإسرائيلي الفلسطيني والمواضيع المحيطة به جدلاً. في عام 2009، حصل على منصب في الجامعة. وقد نددت بالجائزة LionPAC، وهي مجموعة مناصرة لإسرائيل في كولومبيا.

## التأثيرات الاستعمارية (2001)
صدر كتاب مسعد الأول، التأثيرات الاستعمارية: تكوين الهوية الوطنية في الأردن «Colonial Effects: The Making of National Identity in Jordan»، في عام 2001 من قبل مطبعة جامعة كولومبيا. يستند الكتاب إلى أطروحة دكتوراه مسعد، والتي فازت بجائزة أطروحة مالكولم كير من جمعية دراسات الشرق الأوسط في عام 1998.
على مدار التاريخ التفصيلي للدولة الأردنية، منذ إنشائها في عام 1921 حتى 2000، يجادل بأن مؤسسات الدولة مركزية في تشكيل الهوية الوطنية. يركز مسعد على مؤسسات القانون والجيش والتعليم كمكونات أساسية للقومية، ويشرح بالتفصيل إنتاج ليس فقط الهوية الوطنية ولكن أيضًا الثقافة الوطنية بما في ذلك الطعام والملابس والرياضة واللهجات والأغاني والمسلسلات التلفزيونية.
وأشاد بالكتاب سواء من جانب عدد من كبار الأكاديميين في دراسات الشرق الأوسط، بما في ذلك إدوارد سعيد الذي وصف الكتاب بأنه «عمل تألق حقيقي»، وعلماء القومية مثل بارثا تشاترجي ‏، عمرو ثابت، وستيفن هاو، وكان آخر ومنهم من وصف الكتاب بأنه «من بين المنتجات الأكثر تطوراً وإثارة للإعجاب» من الدراسات الحديثة في هذا المجال. تمت مراجعة الكتاب على نطاق واسع في المجلات الأكاديمية، ووفقًا لبيتي أندرسون، أحد المراجعين للكتاب، فقد أصبح الكتاب أساسيًا في قراءة مناهج القومية وسياسة الشرق الأوسط في جميع أنحاء الولايات المتحدة وأوروبا.
وصف جون شالكرافت من جامعة إدنبرة تحليل مسعد لتأثير الخضوع الاستعماري على القومية الأردنية الحديثة بأنه «مساهمة رئيسية في الأدبيات المتعلقة بالقومية الأردنية والقومية المناهضة للاستعمار والمجال الأوسع لدراسات ما بعد الاستعمار». كما ينتقد قلة المعلومات التي يقدمها مسعد حول كيفية نجاح «جمهور السكان [الذين بالكاد يذكرون في حساب مسعد») في هذا التاريخ: يجد أنه في حساب مسعد «هناك انطباع بأن الشخص، أبيض، يتمتع الذات الاستعمارية الذكورية بامتياز مع الفاعلية، بينما تمحو وكالة الآخرين. بالنسبة للمستعمر، نظرية عن الذات، للمستعمر، نظرية أخرى».

## استمرار القضية الفلسطينية (2006)
استمرار القضية الفلسطينية: مقالات عن الصهيونية والفلسطينيين «The Persistence of the Palestinian Question: Essays on Zionism and the Palestinians»، كتاب مسعد الثاني، صدر عام 2006 من قبل روتليدج.
يحلل الكتاب الصهيونية والقومية الفلسطينية من زوايا متنوعة، بما في ذلك العرق والجنس والثقافة والعرق والاستعمار ومعاداة السامية والأيديولوجية القومية. يتناول تحليل مسعد للخطاب حول الإرهاب في المقدمة ديناميكيات علاقات القوة بين الصهيونية والفلسطينيين ويتتبع تاريخ العنف الصهيوني والإسرائيلي الذي أطلق عليه البريطانيون اسم «الإرهاب» في فلسطين قبل عام 1948 وما بعده، بينما كان عنوانه فصلًا عن العنف الصهيوني والإسرائيلي. إن استمرار القضية الفلسطينية يجادل بأن السؤالين الفلسطيني واليهودي متشابهان وأن «كلا السؤالين لا يمكن حلهما إلا من خلال إنكار معاداة السامية، التي لا تزال ابتليت بها الكثير من أوروبا وأمريكا والتي تحشد كراهية الصهيونية. من اليهود والفلسطينيين».
وقد نال الكتاب إشادة العلماء إيلان بابيه وإيلا شوهات وكذلك المؤرخ الفلسطيني وليد الخالدي. وأشاد شحات بالكتاب ووصفه بأنه «حجم مناسب وجذاب» يقدم مساهمة لا تقدر بثمن في الجدل الدائر حول الصهيونية وفلسطين. رأى بابي الكتاب على أنه «تمرين فكري شجاع» و«كتاب مثير للفكر يجبرنا على عكس صورنا التقليدية وتصوراتنا حول تاريخ فلسطين ومستقبلها».
وضع علماء آخرون مساهمة الكتاب فيما يتعلق بالتاريخ الأوروبي وعمل إدوارد سعيد. كتبت أستاذة العلوم السياسية بجامعة بنسلفانيا آن نورتون
إن عمل مسعد اللامع والعلمي ينير بشكل عميق ليس فقط لتاريخ فلسطين والخطابات المحيطة بها، ولكن لتاريخ أوروبا والولايات المتحدة، وأخيراً، كتفسير يثير أسئلة نظرية مقنعة.
كتب الباحث الإسرائيلي إفرايم نيمني في كتابه الأمم
يذكرنا مسعد، مثل معلمه الفكري، بتقاليد طويلة ومشرفة للمثقفين اليهود الذين لم يتمكنوا من تصور حل القضية اليهودية إلا من خلال التحرر الشامل. يبدو أن مسعد، والراحل إدوارد سعيد، هم من اليهود الموجودين في الشتات من النوع القديم... يُشار إلى الكتاب أيضًا بشكل دقيق، حيث يُظهر سعة الاطلاع على المؤلف وقدرته على الأدب الإسرائيلي والفلسطيني الضخم بالإضافة إلى كلاسيكيات التاريخ اليهودي.

## العرب الراغبون (2007)
صدر كتاب مسعد الثالث، الرغبة العربية، في عام 2007 من قبل مطبعة جامعة شيكاغو. فاز الراغبون في العرب بجائزة ليونيل تريلينج للكتاب لعام 2008 من جامعة كولومبيا، والتي منحتها لجنة تحكيم من الطلاب على أساس أنه «يقدم دراسة استقصائية عن تمثيلات الجنس العربي» وهو «عمل مهم وبليغ في مجال المنح الدراسية تشعر اللجنة بأنه سيكون تأثير دائم على الميدان».
العرب الراغبون هو تاريخ فكري للعالم العربي وتصوراته الغربية في القرنين التاسع عشر والعشرين. يقدم الكتاب مساهمات في عدد من المجالات الأكاديمية والنظرية. ويوسع دراسة سعيد للاستشراق من خلال تحليل تأثيره على الإنتاج الفكري العربي. يربط الاستشراق بتعريفات وتصورات للجنس والرغبة، وبذلك يوفر أرشيفًا استعماريًا للمسألة الجنسية التي كانت مفقودة حتى الآن؛ يقترب من الأدب باعتباره حدود تخيل المستقبل؛ ويطرح مسألة الترجمة كمشكلة مركزية في الدراسات الأوروبية الأمريكية للآخر.
يجادل مسعد بأن النشطاء المثليين «الغربيين الذين يهيمن عليهم البيض»، تحت مظلة ما يسميه «المثليين الدوليين»، قد انخرطوا في جهد «تبشيري» لفرض الفئات الثنائية من مثليي الجنس / المثليين جنسياً في ثقافات لا توجد فيها مثل هذه السمات الذاتية، وأن هؤلاء النشطاء في الواقع يكررون في نهاية المطاف في هذه الثقافات نفس الهياكل التي يتحدونها في بلدانهم الأصلية. مسعد يكتب ذلك
إن تصنيفات المثليين والمثليات ليست عالمية على الإطلاق ولا يمكن تعميمها إلا من خلال العنف المعرفي والأخلاقي والسياسي الذي أطلق العنان لبقية العالم من قبل دعاة حقوق الإنسان الدوليين الذين يهدفون إلى الدفاع عن الأشخاص الذين يخلقهم تدخلهم..